# Live from the Pool
Live from the Pool è il primo album dal vivo del gruppo musicale danese Vola, pubblicato il 1º aprile 2022 dalla Mascot Label Group.

## Descrizione
Contiene l'intera esibizione tenuta dal gruppo presso la piscina del campo militare abbandonato di Auderød (realizzata da Henning Larsen), vicino Copenaghen e originariamente trasmesso in streaming l'11 settembre 2021 attraverso il loro sito. Per l'occasione sono stati presentati dal vivo gran parte dei brani tratti dal terzo album dei Vola, Witness, oltre a una selezione di alcuni provenienti dai precedenti Inmazes e Applause of a Distant Crowd.
A seguito dello streaming il 19 settembre 2021 il quartetto ha reso disponibile l'esibizione di Inside Your Fur attraverso il loro canale YouTube, per poi distribuire quella di Straight Lines il 27 gennaio 2022 in contemporanea all'annuncio dell'album; nel mese di marzo sono usciti anche i video di Head Mounted Sideways e These Black Claws.

## Tracce
Testi e musiche di Vola, eccetto dove indicato.
1. 24 Light-Years – 5:22
2. Alien Shivers – 4:17
3. Head Mounted Sideways – 5:45
4. Straight Lines – 4:23
5. Ruby Pool – 4:32
6. Owls – 5:57
7. These Black Claws (feat. Shahmen) – 5:55 (Vola, Shahmen)
8. Gutter Moon (October Session) – 3:03
9. Ghosts – 4:05
10. Smartfriend – 4:16
11. Whaler – 5:44
12. Inside Your Fur – 5:38
13. Stray the Skies – 4:17

## Formazione
Gruppo
- Asger Mygind – chitarra, voce
- Nicolai Mogensen – basso, synth bass, cori
- Martin Werner – tastiera
- Adam Janzi – batteria, pad

Altri musicisti
- Shahmen – voce (traccia 7)

Produzione
- Daniel Buchwald – regia, montaggio
- Vincent Grundke – regia
- Dennis Rudi Nielsen – registrazione audio
- Asger Mygind – missaggio audio
- Tony Lindgren – missaggio, mastering